# Himalayotityobuthus alejandrae
Espèce
Himalayotityobuthus alejandrae est une espèce de scorpions de la famille des Ananteridae.

## Distribution
Cette espèce est endémique d'Uttar Pradesh en Inde. Elle se rencontre vers Saharanpur.

## Description
La femelle holotype mesure 13,8 mm.

## Systématique et taxinomie
Cette espèce a été décrite par Lourenço en 2003.

## Étymologie
Cette espèce est nommée en l'honneur d'Alejandra Ceballos.

## Publication originale
- Lourenço, 2003 : « Description of a new species of scorpion belonging to the genus Himalayotityobuthus Lourenço (Scorpiones, Buthidae). » Revista Ibérica de Aracnología, vol. 7, p. 225–229 (texte intégral).